# Elysius
Elysius is een geslacht van vlinders van de familie spinneruilen (Erebidae).

## Soorten
- E. agatha Schaus, 1924
- E. amapaensis Rego Barros, 1971
- E. anomala Jörgensen, 1935
- E. atrata Felder, 1874
- E. atrobrunnea Rothschild, 1909
- E. barnesi Schaus, 1904
- E. bicolor Maassen, 1890
- E. carbonarius Dognin, 1889
- E. castanea Rothschild, 1909
- E. cellularis Rothschild, 1922
- E. cingulata Walker, 1856
- E. conjunctus Rothschild, 1910
- E. conspersus Walker, 1855
- E. chimaera Druce, 1893
- E. deceptura Druce, 1905
- E. disciplaga Walker, 1856
- E. felderi Rothschild, 1909
- E. flavoabdominalis Rothschild, 1935
- E. fuliginosus Rothschild, 1909
- E. gladysia Schaus, 1920
- E. hades Druce, 1906
- E. hampsoni Dognin, 1907
- E. hermia Cramer, 1777
- E. intensa Rothschild, 1935
- E. intensus Rothschild, 1910
- E. itaunensis Rego Barros, 1971
- E. joiceyi Talbot, 1928
- E. jonesi Rothschild, 1910
- E. lavinia Druce, 1906

- E. melanoplaga Hampson, 1901
- E. meridionalis Rothschild, 1917
- E. mossi Rothschild, 1922
- E. ochrota Hampson, 1901
- E. ordinaria Schaus, 1894
- E. pachycera Seitz, 1922
- E. phantasma Schaus, 1905
- E. pretiosa Jörgensen, 1935
- E. proba Schaus, 1892
- E. pyrosticta Hampson, 1905
- E. rabusculum Dognin, 1905
- E. rubicundus de Toulgoët, 1981
- E. ruffin Schaus, 1924
- E. sebrus Druce, 1899
- E. subterra Rothschild, 1917
- E. superba Druce, 1884
- E. systron Schaus, 1904
- E. terra Druce, 1906
- E. terraoides Rothschild, 1909
- E. thrailkilli Schaus, 1892
- E. walkeri Rothschild, 1922